# Sphaerites politus
Sphaerites politus — вид жуков из семейства таёжников (Sphaeritidae).

## Распространение
Обитают в Северной Америке (в том числе на Аляске, в Канаде, в континентальной части США), а также в Приморье и на Сахалине (Россия), на острове Хоккайдо (Япония).
Таким образом, это один из двух (второй — Sphaerites glabratus) видов таёжников, встречающихся на территории России.

## Описание
В одном случае длина тела жука составила 6,2 мм.

## Биология
Этих жуков находили на падали, в медвежьем помёте, компосте. Их ловили в ловушки без приманки и в ловушки, срабатывающие во время полёта насекомого.